# 한해원
한해원(한국 한자: 韓海苑, 1982년 2월 13일 ~ )은 대한민국의  여자바둑 기사이다. 가족으로 배우자 김학도와 아들 김성준, 김민준, 딸 김채윤이 있다.

## 학력
- 동우여자고등학교 (전학) → 명지여자고등학교 (졸업)
- 한국외국어대학교 중국어학과 (학사)

## 바둑 방송 경력
- KBS 바둑왕전 진행자

## 방송
- 2005년 KBS1 《KBS 바둑왕전》
- 2013년 JTBC 《여보세요》
- 2013년 JTBC 《고부스캔들》
- 2015년 MBC 《휴먼다큐 사람이 좋다》
- 2016년 MBN 《속풀이쇼 동치미》
- 2017년 MBN 《고수의 비법 황금알》
- 2018년 KBS1 《아침마당》
- 2018년 TV조선 《얼마예요?》
- 2019년 KBS1 《TV쇼 진품명품》